# Señoritas de Llangollen
Las Señoritas de Llangollen fueron una pareja de damas de la aristocracia anglo-irlandesa, cuya relación escandalizó y fascinó a sus contemporáneos. Las Señoritas son hoy en día un interesante ejemplo histórico del lesbianismo y de la amistad romántica.

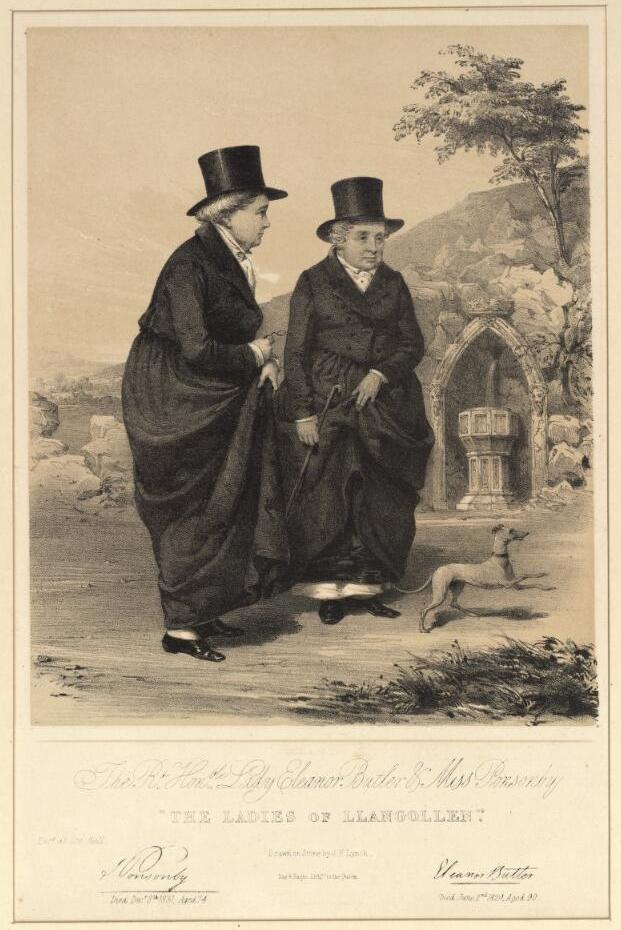
Las Señoritas de Llangollen, con trajes de montar, su atuendo favorito.

## Primeros años
Lady Eleanor Butler (11 de mayo de 1739-2 de junio de 1829), procedía de una familia católica irlandesa; era considerada una ratona de biblioteca por su familia, que vivía en el Castillo de Kilkenny. Hablaba francés y fue educada en un convento en Francia. Su madre intentó que ingresara en un convento a medida que se iba convirtiendo en una solterona.
La Honorable Sarah Ponsonby (1755– 9 de diciembre de 1831) vivía con sus parientes en Woodstock, Irlanda. Era hija de Chambré Brabazon Ponsonby y Louisa Lyons y pariente de Frederick Ponsonby, Duque de Bessborough, y de su hija Lady Caroline Lamb. Su huésped, Sir William Fownes, intentó en varias ocasiones abusar sexualmente de ella.
Sus familias vivían a unas 15 millas (unos 25 km) la una de la otra. Se conocieron en 1768, cuando Sarah tenía trece años y Eleanor veintinueve. Rápidamente, se hicieron amigas, y en los diez años que siguieron su relación fue haciéndose más íntima. Entonces trazaron un plan para retirarse en el campo, ya que su sueño era vivir juntas de forma poco convencional.

## Casa en Gales

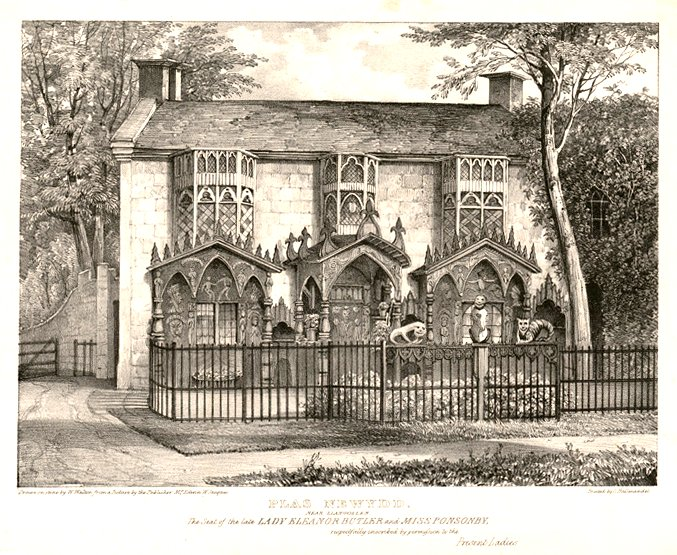
La cabaña "Plas Newydd", cerca de Llangollen, Gales.

Ante la posibilidad de ser obligadas a contraer matrimonio forzoso, huyeron del condado de Kilkenny, juntas y vestidas de hombre, en abril de 1778. Sus familias las persiguieron y lograron convencerlas para regresar, pero volvieron a huir y esta vez no consiguieron convencerlas. Se fueron con una sirvienta, Mary Caryll, que vivió y trabajó para ellas sin cobrar nada durante el resto de su vida, y que fue enterrada en la misma parcela y recordada en la misma tumba.

Decidieron mudarse a Inglaterra, pero después de un viaje por Gales finalmente decidieron establecerse allí. Primero alquilaron una casa en el pueblo de Llangollen, y posteriormente se mudaron a las afueras del pueblo, donde compraron una cabaña a la que llamaron Plas Newydd, o "nueva mansión" cerca de la villa en 1780. Se dedicaron a llevar una vida acorde con sus ideales, que consistía en lo que ellas denominaron enriquecimiento personal, cada día se leían la una a la otra y estudiaban idiomas, literatura y geografía. Les apasionaba la obra de Jean Jacques Rousseau. Tan solo vivían de una modesta renta procedente de sus intolerantes familias, y finalmente de una pensión civil. Mejoraron Plas Newydd en estilo gótico, con paneles de roble galés, arcos apuntados, vidrieras y una amplia biblioteca en la que recibían a muchos de sus invitados. Contrataron un jardinero, un lacayo y dos sirvientas. Ello las llevó a adquirir una deuda considerable, teniendo que confiar en la generosidad de sus amigos.

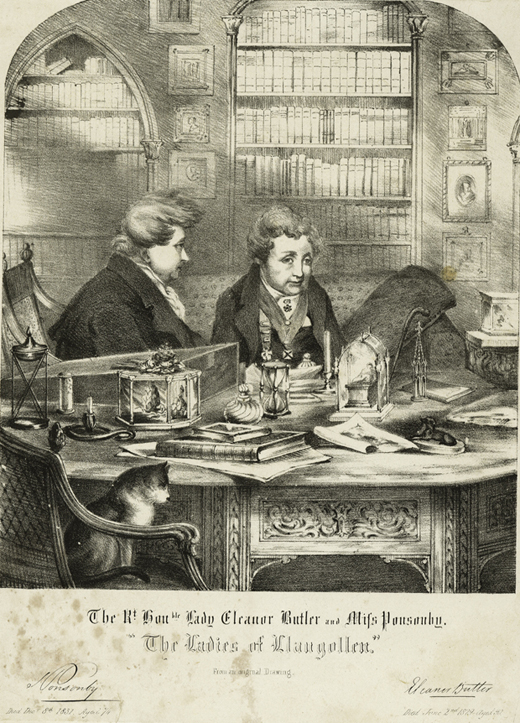
Las Señoritas de Llangollen en su biblioteca.

## Reconocimiento y popularidad
Ocupaban la mayor parte de su tiempo en recibir a amigos y visitantes curiosos, en una extensa correspondencia, en estudios de literatura e idiomas, y en mejorar su propiedad. A lo largo de los años, incluyeron una lechería de piedra circular y un jardín muy suntuoso. Eleanor llevaba un diario de sus actividades. La gente de Llangollen se refería a ellas simplemente como "las damas".
Tras un par de años de vida en común, su caso llamó la atención del resto del mundo. Su casa fue visitada por personalidades de la época como los escritores Anna Seward, Robert Southey Wordsworth Shelley Byron y Scott el militar Duque de Wellington y el industrial Josiah Wedgwood así como la aristócrata novelista Lady Caroline Lamb Anne Lister, de Yorkshire, visitó a la pareja, y posiblemente se inspiró en su relación para casarse informalmente con su propia amante. Incluso viajeros de Europa continental que habían oído hablar de la pareja vinieron a visitarlas, como por ejemplo el príncipe Hermann von Pückler-Muskau, noble alemán y paisajista que escribió sobre ellas.
La señoritas eran conocidas en toda Gran Bretaña, pero en realidad su vida no era muy excitante. La reina consorte Carlota de Mecklemburgo-Strelitz quiso ver su casa y persuadió al rey Jorge III para que les otorgase una pensión. Finalmente sus familias aceptaron su estilo de vida.

## Vida personal
Butler y Ponsonby vivieron juntas el resto de sus vidas, casi cincuenta años. Sus libros y su cristalería tenían grabadas las iniciales de ambas. Hacia el final de sus vidas, ambas vestían con ropa de montar negra, y sombreros de copa de hombre; algunos de sus visitantes lo consideraban excéntrico y pasado de moda - especialmente el polvo en sus cabellos - pero los vecinos pensaban que dicha ropa era práctica para vivir al aire libre.
Los rumores sobre el hecho de que tenían relaciones sexuales circularon durante toda su vida, y en 1791 una revista las describió dando a entender que la relación entre ambas era de carácter sexual. Conforme a la opinión de Patricia Hampl, les horrorizó dicha idea y se opusieron a la información de la revista hasta el punto de consultar a Edmund Burke sobre la posibilidad de denunciar a la revista por difamación.
En marcado contraste con los escritos de su contemporánea Anne Lister, no hay nada en su correspondencia o diarios que indique la existencia de una relación sexual. Hay quien considera que la relación entre Butler y Ponsonby era un "matrimonio de Boston", o sea una relación romántica entre dos mujeres que decidían vivir juntas y tener "una relación parecida a un matrimonio". Otros consideran que tuvieron una amistad romántica no sexual. Norena Shopland dice que las actitudes modernas que distinguen entre las relaciones entre personas del mismo sexo y una relación romántica indica que ellas tuvieron una relación sexual. Para Fiona Brideoake, la descripción de queer es más apropiada que la anacrónica y específica etiqueta de lesbiana, especialmente dado que "queer" es un concepto amplio que se define fundamentalmente por su diferencia con lo típico. Brideoake también argumenta que su relación fue celebrada por otras personas como una forma de duelo por las relaciones que no habían podido tener.

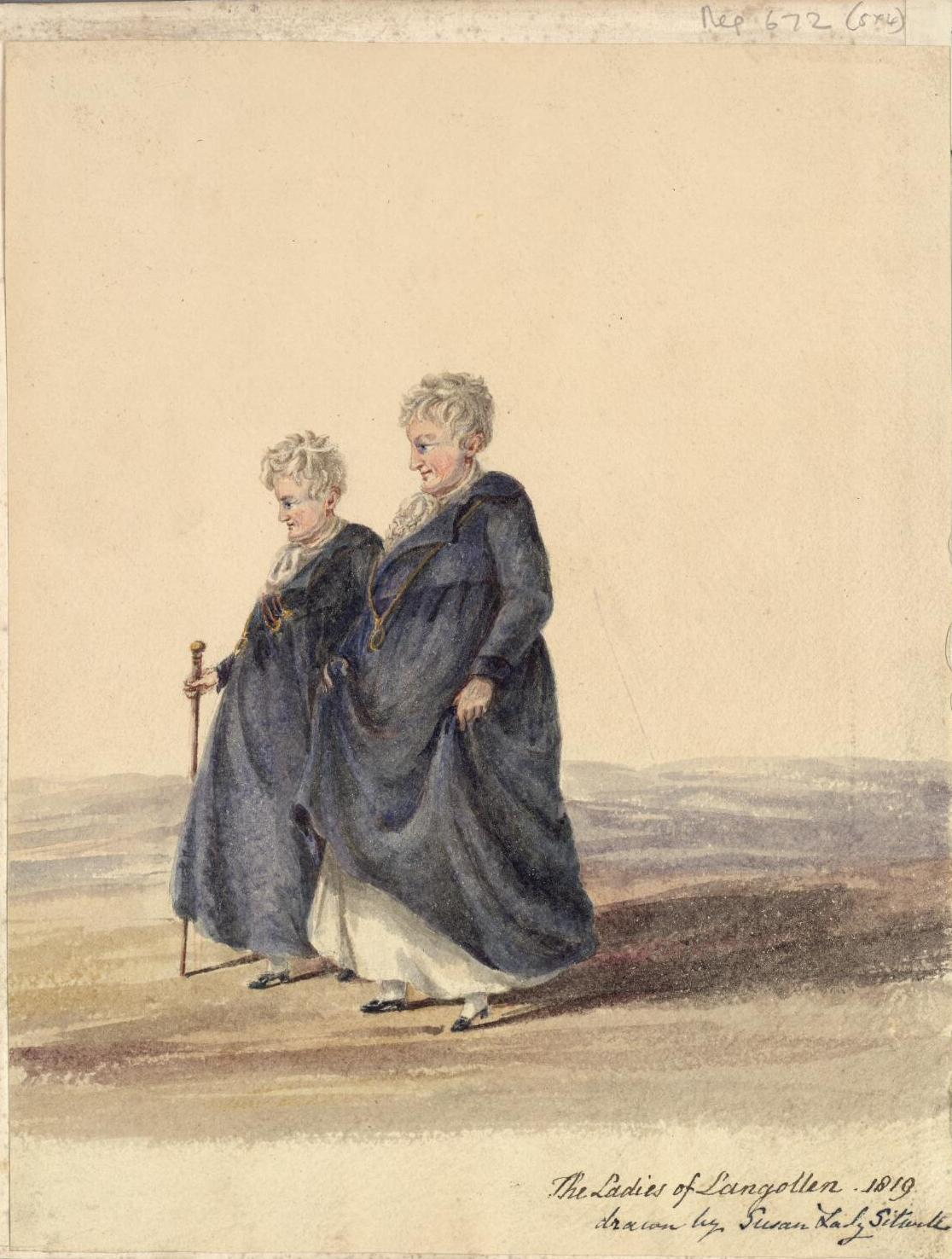
Las Señoritas de Llangollen, en 1819.

## Muerte y legado
Eleanor Butler murió el 2 de junio de 1829 a la edad de 90 años. Sarah Ponsonby murió dos años después el 9 de diciembre de 1831, a los 76 años. Mary Caryll murió el 22 de noviembre de 1809.
Su casa es ahora un museo gestionado por el ayuntamiento del condado de Denbighshire. Las tres están enterradas en la St Collen's Church en Llangollen.
Butlers Hill, cerca de Plas Newydd, lleva este nombre en honor a Eleanor Butler. Un edificio lleva el nombre de 'The Ponsonby Arms' en honor a Sarah Ponsonby.